# Lasy Łukowskie

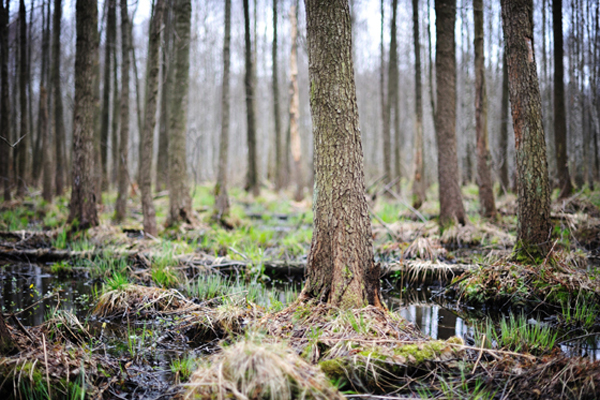
Bagno Jata

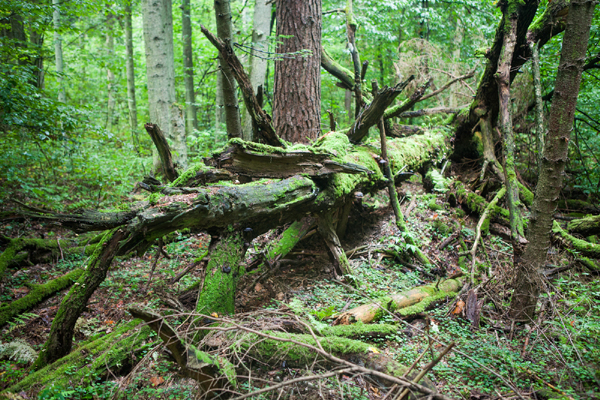
Fragment rezerwatu ścisłego Jata

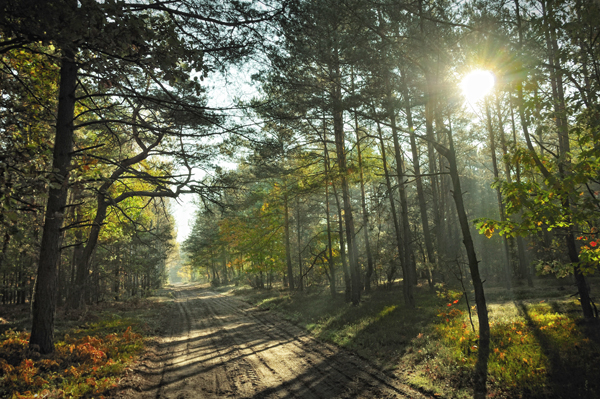
Droga w rezerwacie przyrody Jata

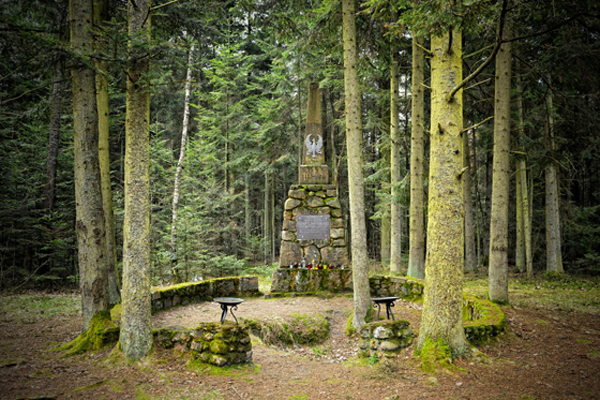
Pomnik księdza Stanisława Brzóski w uroczysku Dąbrówka

Lasy Łukowskie, Kryńszczak – największy kompleks leśny Niziny Południowopodlaskiej położony na Równinie Łukowskiej, w początkowym biegu Krzny Południowej i Północnej, na  północny zachód od Łukowa. Administracyjnie leży w powiecie łukowskim oraz fragmentami w siedleckim. Lasy mają powierzchnię 105 km².

## Historia
Obszar Lasów Łukowskich od dawna był własnością państwową, a w okresie przed rozbiorami Polski była to puszcza królewska.

## Flora
Na obszarach lasu porastających pozostałości sandru przeważa sosna zwyczajna, występują też brzozy i topole osiki. Z kolei zagłębienia bagienne zajmują olsy i jedliny.
W olsach rosną głównie olsze, ale także jesiony i wiązy. W jedlinach przeważają jodły pospolite, z domieszką sosny, dębu szypułkowego, wiązu górskiego, grabu pospolitego, klonu i lipy.
Do występujących w Lasach Łukowskich roślin krzewiastych i zielnych należą wawrzynek wilczełyko, lilia złotogłów, leniwiec bezpodsadkowy, wielosił błękitny, rosiczka okrągłolistna oraz sitniczka szczecinowata.

## Fauna
Kompleks leśny stanowi ostoję dla wielu gatunków ptaków. Gniazdują tu orliki krzykliwe, żurawie, orzechówki, bociany czarne i brodźce samotne. Do często spotykanych należą paszkot, lerka i lelek zwyczajny
Można spotkać w nim nietoperze i kilka rzadkich gatunków gryzoni. Do większych ssaków należą łoś, jeleń, jenot, borsuk oraz ziębełek bieławy. Odnotowywano też populacje wilków. Stwierdzono tu żmiję zygzakowatą i zaskrońca. Do występujących gatunków płazów można zaliczyć ropuchy zielone, grzebiuszki ziemne oraz traszki zwyczajne i grzebieniaste.

## Ochrona przyrody
Na terenie Lasów Łukowskich znajdują się dwa rezerwaty przyrody – Jata i Topór. Przedmiotem ochrony są naturalne stanowiska jodły pospolitej, która rośnie tam poza granicą zwartego występowania na Wyżynach Polskich. Są jednymi z najbardziej wysuniętych w kierunku północno-wschodnim w Europie. Kompleks leśny znajduje się na terenie Łukowskiego Obszaru Chronionego Krajobrazu, utworzonego w 1986 roku. Należy też do obszarów Natura 2000.